# Васильев, Аркадий Николаевич (легкоатлет)
Арка́дий Никола́евич Васи́льев (род. 19 января 1987) — российский легкоатлет, специалист по многоборьям. Выступал за сборную России по лёгкой атлетике во второй половине 2000-х годов, чемпион мира среди юниоров, бронзовый призёр молодёжного чемпионата Европы, обладатель серебряной медали Кубка Европы в командном зачёте, участник ряда крупных международных стартов. Представлял Москву и Псков.

## Биография
Аркадий Васильев родился 19 января 1987 года.
Занимался лёгкой атлетикой под руководством тренеров В. И. Шульгина, С. И. Левина, Л. А. Лободина.
В 2005 году отметился выступлением на юниорском европейском первенстве в Каунасе, где стал в десятиборье пятым.
Первого серьёзного успеха на взрослом международном уровне добился в сезоне 2006 года, когда вошёл в состав российской национальной сборной и выступил на Кубке Европы по легкоатлетическим многоборьям в Арле — в личном зачёте с результатом в 7728 очков занял 12-е место, тогда как в мужском командном зачёте вместе со своими соотечественниками стал серебряным призёром позади команды из Франции. Позже представлял страну на юниорском мировом первенстве в Пекине, набрал в сумме всех дисциплин десятиборья 8059 очков — тем самым превзошёл всех соперников и завоевал золотую медаль.
В 2007 году с личным рекордом и рекордом чемпионата (8179 очков) стал бронзовым призёром на молодёжном европейском первенстве в Дебрецене, уступив здесь только белорусу Андрею Кравченко и немцу Паскалю Беренбруху.
В 2008 году на зимнем чемпионате России в Санкт-Петербурге показал четвёртый результат в семиборье.
В 2009 году принял участие в международных соревнованиях Hypo-Meeting в Австрии, но был далёк от попадания в число призёров, пропустив финальный забег на 1500 метров.